# オマール・ブロンディン・ディオプ

オマール・ブロンディン・ディオプ(Omar Blondin Diop 、1946-1973)は、セネガルとマリ出身の西アフリカの反帝国主義哲学者、芸術家、革命家だった。フランスの5月68日蜂起と、1970年代初頭のセネガルのレオポルド・セダル・サンゴールに対する地下反体制派の人物であった彼は、ダカール訪問中にフランス大統領ジョルジュ・ポンピドゥーへの攻撃を試みた拘束中の同志の解放を計画した罪で投獄された。1973年5月の拘留中の彼の死は国内外の怒りを引き起こし、1970年代半ばのセネガルにおける複数政党制の確立に一役買った。

## バイオグラフィー
オマール・ブロンディン・ディオプは、1946年9月18日にニジェールのニアメで生まれた。 母親のアダマ・ンディアイさんは助産師、父親のイブラヒマ・ブロンディン・ディオプは一般開業医で、「反フランス感情」のためフランス植民地ニジェールに移送されていた。その後、家族はセネガルに戻り、幼少期のほとんどをセネガルで過ごした。 1957 年に最初に滞在した後、父親が医学部博士課程に入学した後、ディオプは 1960 年にフランスに定住した。

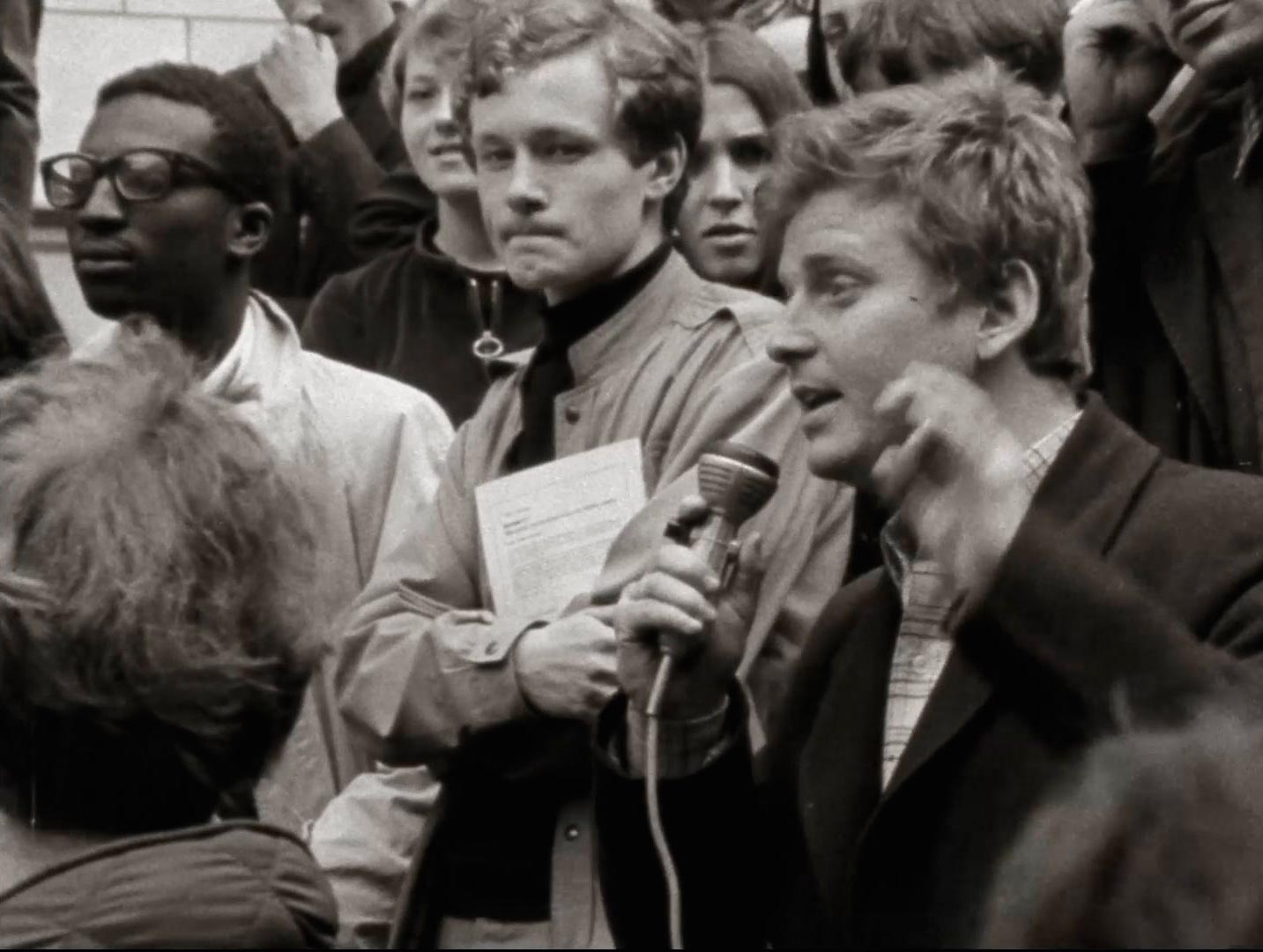
1968年5月のソルボンヌ占領中のオマール・ブロンディン・ディオプとダニエル・コーン＝ベンディット

パリでは哲学を学び、名門リセ・ルイ・ル・グラン高等学校とサンクルー高等師範学校に通い、そこで彼は、共産主義学生同盟や共産主義青年マルクス・レーニン主義者同盟などの極左グループが主催する討論会に積極的に参加した。 Sセネガルの活動家について聞いた直後、スイスの映画監督ジャン＝リュック・ゴダールは、1967年の映画『中国女』で過激な学生教授「同志X」の役に彼を抜擢した。ナンテール大学の常連であるディオプは、五月危機の抗議活動につながる重要な役割を果たした 3月22日運動に参加した。
ディオプは政治活動のため、1969年にセネガルに追放された。 ダカールでは、彼はラボラトワール・アジット・アートの将来の創設者たちと一緒に芸術プロジェクトを開発し、レオポルド・セダール・サンゴールのフランス支援政府に反対して活動を、 若いマルクス・レーニン主義者運動（MJML）の他の若い急進派たちと共に続けた。
ディオプは入国禁止措置が解除された後、1970年に再びフランスへ出国した。 しかし1971年2月、ダカール訪問中のフランス大統領ジョルジュ・ポンピドゥーの車列への襲撃未遂で、2人の弟を含む彼の戦友が逮捕された。逮捕のことを知ったディオプは友人たちとヨーロッパを横断しシリアに到達し、捕虜と引き換えに駐セネガルのフランス大使を誘拐する計画を立てた。 1971年5月、グループはアルジェに国際事務所を開設していたブラックパンサー党からの支援を得るべく北アフリカへ出発した。 しかし、指導者エルドリッジ・クリーバーとヒューイ・ニュートンの間の公然とした対立により、後方支援と外交支援を提供しようとしていた国民解放戦線との連携が危うくなった。 このグループは 1971 年 6 月にセネガルに近づき、ディオプの家族の一部が住んでいたバマコから組織を再編した。 ムーサ・トラオレ率いるマリ軍事政権の監視下で、彼らは1971年11月に逮捕され、1972年2月にセネガルに引き渡され、「国家安全保障への脅威」として懲役3年の判決を受けた。
1973年5月11日、セネガル当局は彼の拘留中の死亡を発表した。セネガル政府の「首吊り自殺」とする発表は、街頭に押し寄せた何千人もの若者の怒りを引き起こした。 隣の独房の証人である弟のモハメドさんは、首を殴られて苦しんでいるのを聞いた。 これは彼の父親で医師のイブラヒマ・ブロンディン・ディオプ氏が行った解剖によって確認された。 証拠を前に、ダカール高等裁判所の上級調査判事ムスタファ・トゥーレは、看守2名に有罪判決を下した。トゥーレ判事は、「状況は、オマール・ブロンダン・ディオプの死を正当化するために公式に言及された自殺が、実際には隠蔽であったことを示す信頼できる一致した証拠を示した」と述べた。起訴後すぐに、その判事は事件から外され、別の判事が交代したが、その判事は、この事件は自分の管轄外であると主張して、1年半後に法的手続きを終了した。
それ以来、彼の家族は正義が行われるよう精力的に要求し続けている。 今日、彼の肖像は反政府および反帝国主義の集会で目立つようになった。 2021年3月2日、セネガルの野党指導者ウスマン・ソンコ氏が逮捕される数時間前、若者主導の主要な抗議組織である反帝国主義人民・汎アフリカ革命戦線（FRAPP）は記者会見を開き、反帝国主義人民・汎アフリカ革命戦線（FRAPP）への抗議活動への動員を呼びかけた。 セネガルの「反政府活動家粛清プロジェクト」。 ディオプの肖像画は、プレス機のスピーカーの後ろに目立つように立っていた。